# Bos en Lommer
Bos en Lommer è un quartiere di Amsterdam.
Il quartiere è situato nella zona ovest di Amsterdam. La maggior parte degli edifici è di quattro piani, con affitti relativamente bassi. Per Bos en Lommer è prevista un rinnovamento urbano per aumentare il reddito degli abitanti nella speranza che ci sia una diminuzione della criminalità, del rumore e dei rifiuti.